# 840'erne f.Kr.
Århundreder: 10. århundrede f.Kr. – 9. århundrede f.Kr. – 8. århundrede f.Kr.
Årtier: 890'erne f.Kr. 880'erne f.Kr. 870'erne f.Kr. 860'erne f.Kr. 850'erne f.Kr. – 840'erne f.Kr. – 830'erne f.Kr. 820'erne f.Kr. 810'erne f.Kr. 800'erne f.Kr. 790'erne f.Kr.
År: 849 f.Kr. 848 f.Kr. 847 f.Kr. 846 f.Kr. 845 f.Kr. 844 f.Kr. 843 f.Kr. 842 f.Kr. 841 f.Kr. 840 f.Kr.

## Begivenheder
- 845 f.Kr. – Pherekles konge af Athen dør efter en regeringstid på 19. år.
- 842 f.Kr. – Shalmaneser III af Assyrien hærger Damaskus' territorie og modtager hyldest fra Kongeriget Israel og De Føniske Bystater.
- 841 f.Kr. – Zhou Li Wang, konge af Zhou-dynastiet i Kina, dør.